# Shyamnagar Upazila
Shyamnagar Upazila är ett underdistrikt i Bangladesh. Det ligger i den södra delen av landet, 200 km sydväst om huvudstaden Dhaka.
Trakten runt Shyamnagar Upazila består till största delen av jordbruksmark. Runt Shyamnagar Upazila är det ganska tätbefolkat, med 214 invånare per kvadratkilometer.